# Jalizawa
Jalizawa (biał. Ялізава; ros. Елизово, Jelizowo) – osiedle robotnicze na Białorusi, w obwodzie mohylewskim, w rejonie osipowickim, ok. 2,6 tys. mieszkańców (2010).
W miejscowości znajduje się duża huta szkła wchodząca w skład grupy EuroGlass oraz stacja kolejowa Jalizawa położona na linii Osipowicze – Mohylew.

## Historia
Podczas okupacji hitlerowskiej, w sierpniu 1941 roku Niemcy utworzyli getto dla żydowskich mieszkańców. Przebywało w nim około 300 osób (w tym uciekinierzy z Polski). 5 kwietnia 1942 roku Niemcy zlikwidowali getto, a Żydów zamordowali. 